# Mundo Gráfico

A revista Mundo Gráfico, de periodicidade quinzenal, publicou-se em Lisboa entre 1940 e 1948, dirigida por Artur Portela. Como difusora de atualidades nacionais e estrangeiras que foi, centrou muitas das suas páginas na II Guerra Mundial (que abrangeu quase do início ao fim), a par com temas nacionais, de tom nacionalista, imperialista. Tal como o seu título sugere, destaca pela riqueza de imagens que a ilustram. Além de Artur Portela, também estão ligados ao Mundo Gráfico, Rocha Ramos, Redondo Júnior, Diniz Bordallo Pinheiro, Carlos Abreu, Romeu Marques Cardoso, Aurora Jardim, Fernando Pessa, Rocha Martins, Guedes de Amorim, Diogo de Macedo, Augusto Fraga e António Lourenço.